# Raskovec
Raskovec je naselje v Občini Oplotnica. Razpotegnjena vas v podpohorskem delu Dravinjskih goric leži pod vrhom nizkega slemena nad Čadramskim potokom, zahodno od Prihove in jugovzhodno od Oplotnice. Zaselek Stara Gora je zapuščen.